# Adenopodia patens
Adenopodia patens är en ärtväxtart som först beskrevs av William Jackson Hooker och George Arnott Walker Arnott, och fick sitt nu gällande namn av John Patrick Micklethwait Brenan. Adenopodia patens ingår i släktet Adenopodia och familjen ärtväxter. Inga underarter finns listade i Catalogue of Life.